# .kn
.kn là tên miền quốc gia cấp cao nhất (ccTLD) của Saint Kitts và Nevis. Được quản lý bởi Đại học Puerto Rico, Trung tâm quản trị.
Vừa rồi,.kn đã được mở rộng để đăng ký toàn cầu. Phí đăng ký cho 2 năm là $225 USD.

## Tên miền cấp 2
Cho phép đăng ký trực tiếp cấp hai, và có một vài đăng ký cấp 3 dưới các tên cấp 2 sau:
- NET.KN: Mạng (không giới hạn)
- ORG.KN: Tổ chức (không giới hạn)
- EDU.KN: Cơ quan giáo dục
- GOV.KN: Cơ quan chính phủ